# Fábio Szymonek
Fábio Szymonek (ur. 11 maja 1990 w Osasco) – brazylijski piłkarz polskiego pochodzenia, występujący na pozycji bramkarza w brazylijskim klubie Uberlândia EC.
Wychowanek SE Palmeiras, w którym rozpoczął również seniorską karierę. W swojej karierze reprezentował również CA Juventus, Oeste FC, EC São Bento, EC Taubaté oraz CD Aves. Po spadku CD Aves, bramkarz rozwiązał kontrakt za porozumieniem stron i powrócił do Brazylii, gdzie związał się z klubami występującymi w ligach stanowych, kolejno EC Taubaté i Uberlândia EC.

## Sukcesy

### Klubowe
SE Palmeiras
- Mistrzostwo Série B: 2013[8]